# Füssen

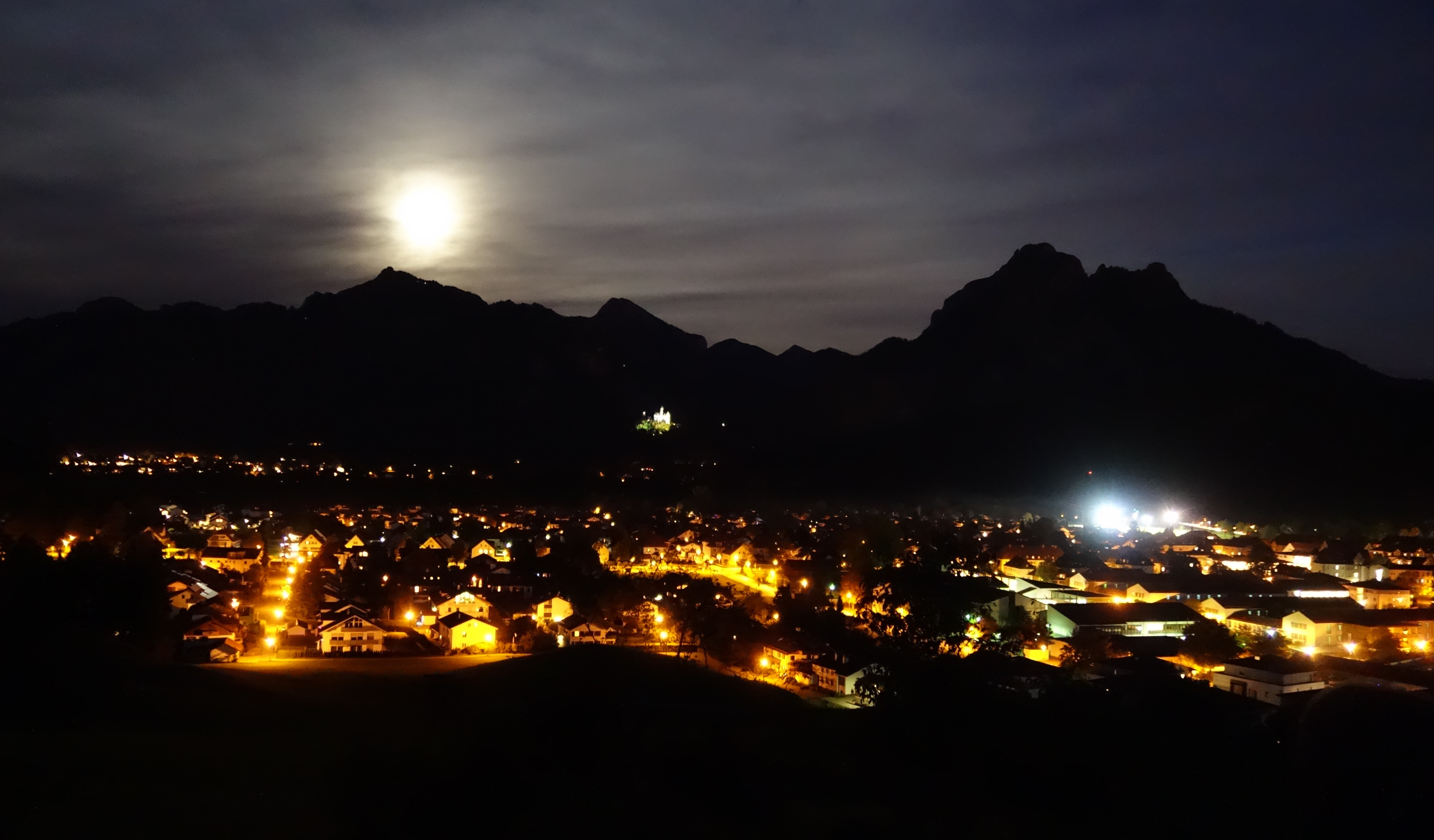
Füssen nocą; w tle góry Tegelberg (1881 m, po lewej) i Säuling (2047 m, po prawej), pośrodku zamek Neuschwanstein

Füssen – miasto w południowych Niemczech, w kraju związkowym Bawaria, w rejencji Szwabia, w regionie Allgäu, w powiecie Ostallgäu. Leży w Allgäu, przy granicy z Austrią, około 25 km na południe od Marktoberdorfu, nad rzeką Lech i zbiornikiem retancyjnym Forggensee, przy autostradzie A7, drodze 16, B17, B310 i linii kolejowej Biessenhofen – Füssen.
Około 3 km na wschód od Füssen znajdują się dwa zamki Neuschwanstein i Hohenschwangau. W samym Füssen warto odwiedzić kolejny zamek (Hohes Schloss) oraz klasztor.
W Füssen znajduje się kompleks sportowy, w którym znajdują się trzy lodowiska. Co roku, na przełomie czerwca i lipca, odbywa się tam obóz curlingowy Światowej Federacji Curlingu dla juniorów z całego świata.

## Historia
Füssen zostało zasiedlone w czasach rzymskich, przy Via Claudia Augusta, drodze prowadzącej na południe do północnych Włoch i na północ do Augusta Vindelicum (dzisiejszy Augsburg), dawnej stolicy regionu rzymskiej prowincji Raetia. Oryginalna nazwa Füssen brzmiała „Foetes” lub „Foetibus”, która pochodzi od łacińskiego „Fauces”, co oznacza „wąwóz”, prawdopodobnie nawiązując do wąwozu rzeki Lech. W późnej starożytności Füssen było siedzibą oddziału Legio III Italica, która stacjonowała tam, aby strzec ważnego szlaku handlowego przez Alpy.

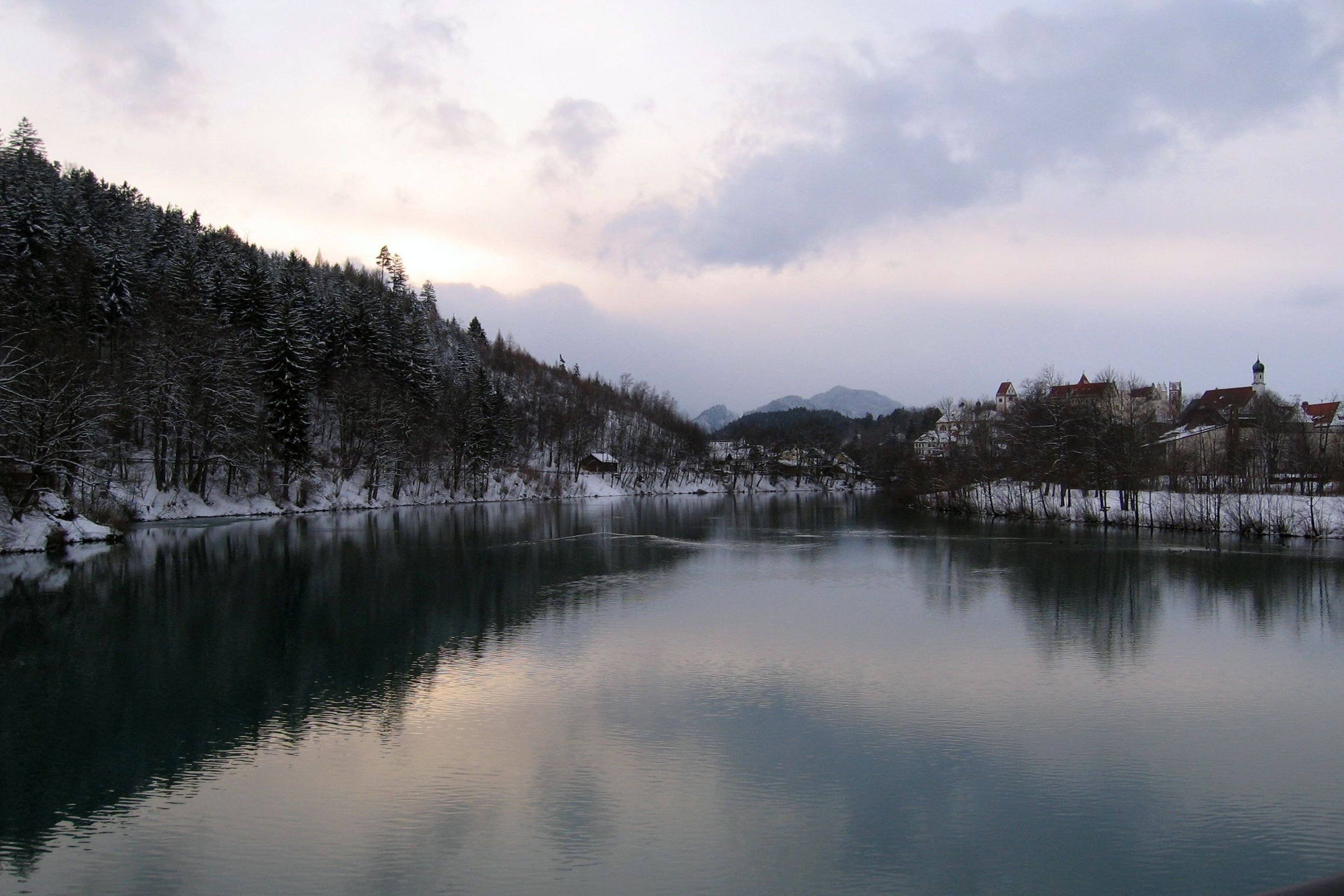
Lech w Füssen

Później Füssen stało się miejscem, w którym stał Hohes Schloss (Wysoki Zamek), dawna letnia rezydencja książąt-biskupów Augsburga. Poniżej Hohes Schloss znajduje się barokowy kompleks dawnego klasztoru benedyktynów św. Manga, którego historia sięga IX wieku. Füssen ma świętego Manga (Magnusa z Füssen) jako swojego patrona. On i jego brat benedyktyn Teodor byli dwoma mnichami z opactwa Saint Gall i uważani są za jego założycieli, obok klasztoru w Kempten. Pierwotne miejsce pochówku Magnusa znajdowało się w małej kaplicy, którą zbudował. Jego kości zostały przeniesione do krypty kościoła zbudowanego w 850 r. Około 950 r. zniknęły wszystkie jego kości.

## Polityka
Burmistrzem miasta jest Paul Iacob z SPD, rada miasta składa się z 24 osób.
|      | CSU | SPD | FW | Zieloni | Füssen-Land | Füssener Bürgerblock | Unabhängige-Bürger-Liste | Bunte Liste Füssen 2000 | FDP | Bürger für Füssen | Razem |
| 2008 | 7   | 4   | 5  | 1       | 2           | 1                    | 1                        | 1                       | 1   | 1                 | 24    |
| 2002 | 9   | 5   | 3  | -       | 2           | 2                    | 1                        | 1                       | 1   | -                 | 24    |

## Historia
Füssen zostało założone w czasach rzymskich, przy Via Claudia Augusta - drodze prowadzącej na południe do północnych Włoch i na północ do Augusta Vindelicum (dzisiejsze Augsburg), byłej stolicy regionu rzymskiej prowincji Recja. Oryginalna nazwa Füssen to "Foetes" lub "Foetibus" (w formie odmienionej), pochodząca od łacińskiego "Fauces", co oznacza "wąwóz", prawdopodobnie odnosząc się do wąwozu Lech. W późnej starożytności Füssen było miejscem stacjonowania części Legio III Italica, która strzegła ważnej trasy handlowej przez Alpy.
Później Füssen stało się miejscem dla "Hohes Schloss" (Wysoki Zamek), dawnej letniej rezydencji książąt-biskupów z Augsburga. Poniżej Hohes Schloss znajduje się barokowy kompleks dawnego benedyktyńskiego klasztoru św. Mang, którego historia sięga IX wieku. Patronem Füssen jest św. Mang (Magnus z Füssen). On i jego benedyktyński brat Theodor, mnisi z opactwa św. Gall, uważani są za założycieli miasta. Początkowo grobowiec Magnusa znajdował się w niewielkiej kaplicy, którą zbudował. Jego szczątki przeniesiono do krypty zbudowanej w 850 roku. Około roku 950 wszystkie jego kości zniknęły.
Herb miasta przedstawiający symbol triskeles (nawiązujący do niemieckiego słowa "Füsse" oznaczającego "stopy") opiera się na pieczęci miejskiej używanej we wczesnym XIV wieku.
W 1745 roku podpisano Traktat w Füssen między Elektoratem Bawarii a Habsburgami, kończąc udział Bawarii w Wojnie o Austriackie Dziedzictwo.
W XIX wieku kompozytor Richard Wagner często przyjeżdżał do Füssen koleją, gdy odwiedzał króla Ludwika II Bawarskiego.